# Шарлота Корде
Марија Ана Шарлота Корде Армон (фр. Charlotte Corday; Сен Сатурнин де Лижјереј, 27. јул 1768 — Париз, 17. јул 1793) је била француска племкиња. Најпознатија је по атентату кога је извршила на јакобинског вођу Жан Пола Мару.

## Биографија
Рођена је 1768. године у Сен Сатурнин де Лижјереју. Била је веома образована. У младости је читала Плутарха, Русоа и Волтера. Након избијања Француске револуције, Шарлота Корде је подржавала жирондинце. Након револуције од 31. маја до 2. јуна 1793. године жирондинци су искључени из Националног конвента. Власт преузимају јакобинци на челу са тзв. "тријумвиратом" кога су чинили Максимилијан Робеспјер, Жорж Дантон и Жан Пол Мара. Као и жирондинци, Шарлота Корде је сматрала да је Револуција отишла у погрешном смеру. Била је уверена да ће смрт онога кога је сматрала најрадикалнијим јакобинцем, Жан Пола Маре, зауставити крвопролиће јакобинског терора. Мара је преко својих новина "Пријатељ народа" (фр. L'Ami du peuple) имао снажан утицај на ток револуционарних кретања. Шарлота Корде 9. јула 1793. године одлази у Париз са копијом Плутархових "Упоредних биографија" где узима хотелску собу. Након што је купила кухињски нож и посебну оштрицу, написала је писмо у коме објашњава мотиве атентата. Шарлота је првобитно намеравала да убије Мару усред Конвента како би од њега направила пример, али када је сазнала да Мара не напушта дом због болести, морала је променити план. Дана 13. јула пре 12 сати ујутро, Шарлота Корде је дошла пред Марина врата тврдећи како има информације о наводном жирондинском устанку. Одбијена је. Када се вратила послеподне истог дана, примљена је и одведена код Маре који је због кожне болести све посете примао у кади. Након што му је дала одређена имена, Шарлота је напала Мару ножем пробивши му плућа, аорту и леву комору.
Шарлота је убрзо ухапшена и изведена пред суд. У својој одбрани, изјавила је како је "убила једног да би спасила хиљаде", алудирајући тако на Робеспјерове речи пре погубљења краља Луја XVI. Четири дана након Мариног убиства, Шарлота Корде гиљотинирана је у Паризу. Погубљење је извршио џелат Шарл Анри Сансон. Човек по имену Легрос је узео њену главу и ошамарио је, због чега је добио три месеца затвора. Јакобинци су након погубљења извршили обдукцију на њеном телу како би утврдили да ли је била девица, верујући како је у атентат био уплетен и мушкарац који би требало да буде њен љубавник. Обдукција је показала да је Шарлота била девица. Атентат није зауставио јакобински терор. Мара је постао мученик револуције, а крвопролиће ће тек у наредном периоду достићи свој врхунац.